# 滝不動駅

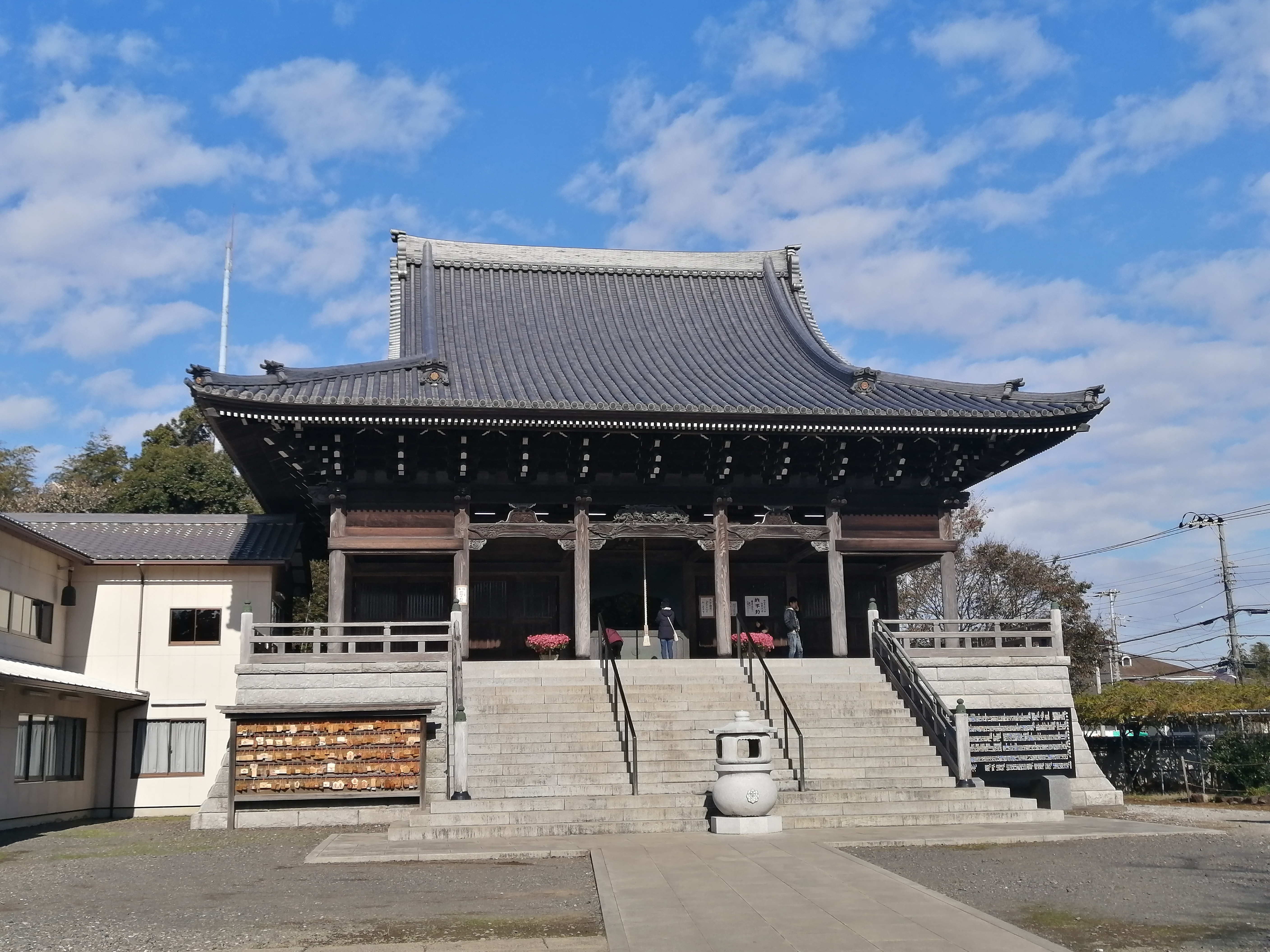
御滝山金蔵寺（御滝不動尊）

滝不動駅（たきふどうえき）は、千葉県船橋市南三咲三丁目にある、京成電鉄松戸線の駅である。駅番号はKS73。

## 歴史
駅名は御滝山金蔵寺（御滝不動尊）の最寄り駅として付けられたとされる。
- 1948年（昭和23年）8月26日：新京成電鉄新京成線の駅として開業。
- 2014年（平成26年）2月：駅番号「SL16」を設定[2]。
- 2025年（令和7年）4月1日：新京成電鉄が京成電鉄への吸収合併に伴い、京成電鉄松戸線の駅となる。同時に駅番号をSL16からKS73に変更[3]。

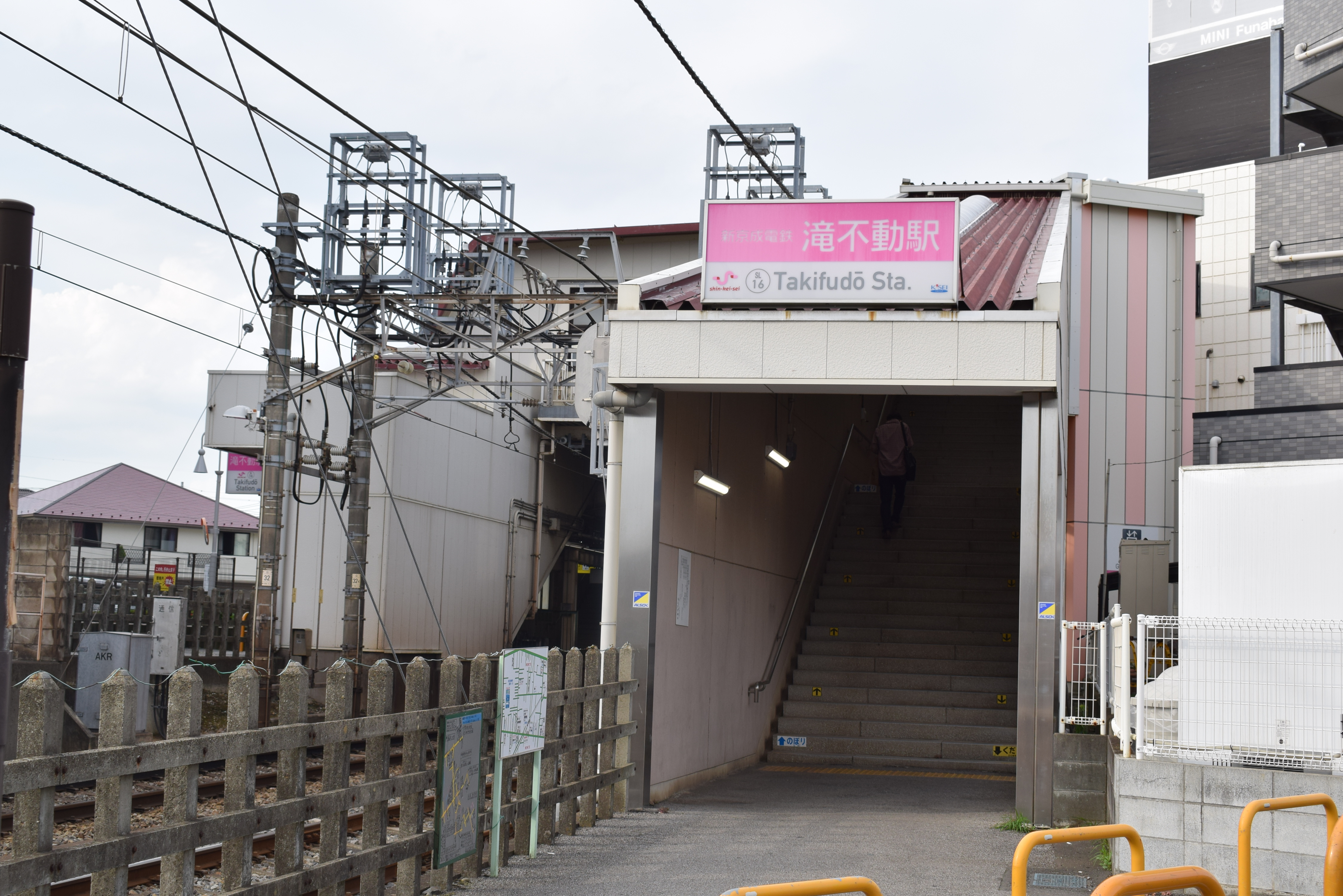
新京成電鉄時代の駅舎（2020年6月）

## 駅構造
相対式ホーム2面2線を持つ地上駅で、橋上駅舎を有する。
有人駅だが夜間の係員滞泊はなく、22時から翌朝7時までの間は駅員が不在となる。無人の場合でもインターホンで管理駅の係員と通話が可能。

### のりば
| 番線 | 路線   | 方向 | 行先                                     |
| ---- | ------ | ---- | ---------------------------------------- |
| 1    | 松戸線 | 下り | 北習志野・新津田沼・京成津田沼・千葉方面 |
| 2    | 松戸線 | 上り | 新鎌ヶ谷・八柱・松戸方面                 |

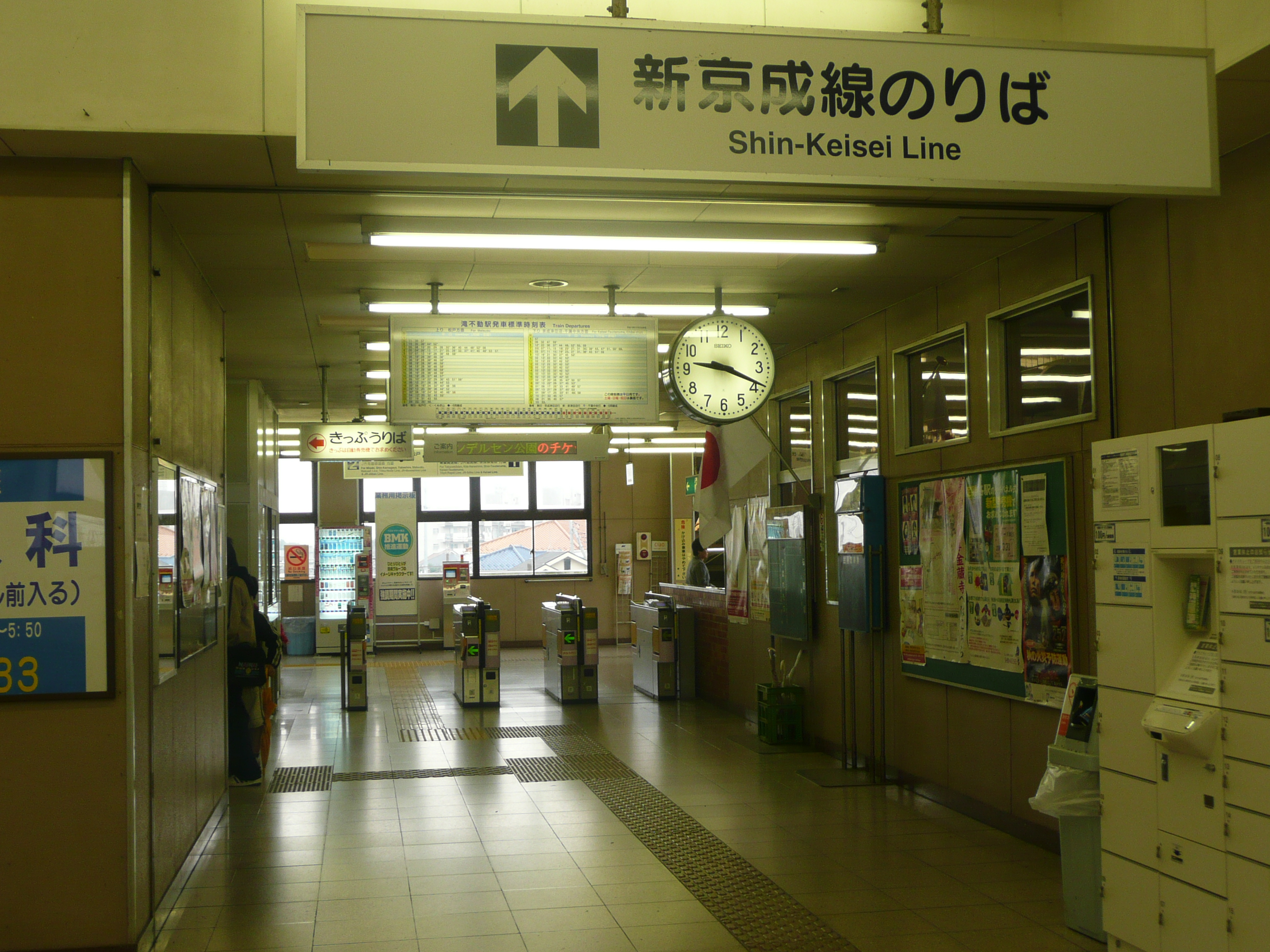
改札口（2008年11月）
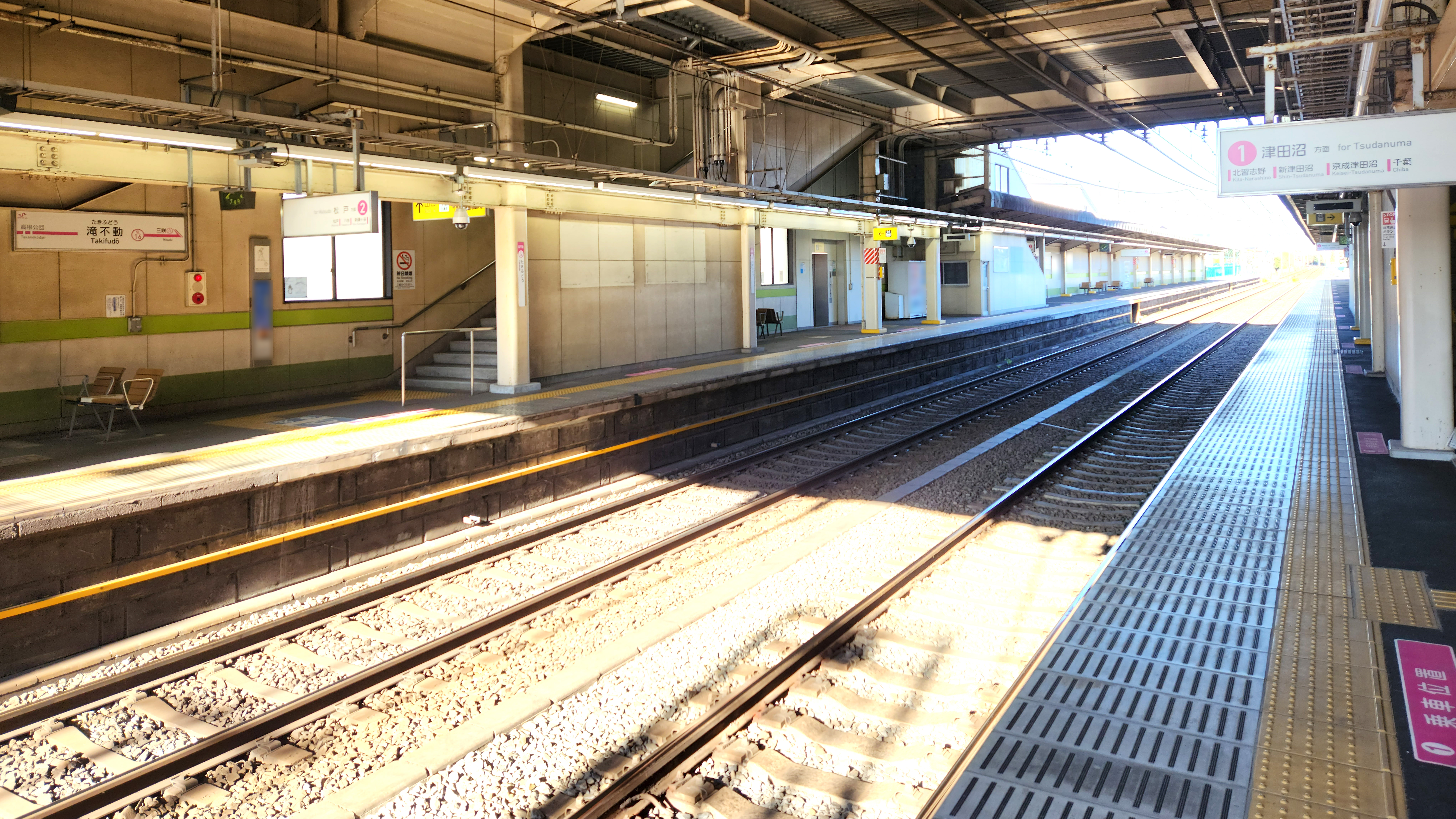
駅ホーム（2023年1月）

## 利用状況
2024年度の1日の平均乗降人員は7,703人である。
近年の一日平均乗降・乗車人員推移は下表の通り。
| 年度               | 一日平均 乗降人員 | 一日平均 乗車人員 |
| ------------------ | ----------------- | ----------------- |
| 2007年（平成19年） |                   | 3,657             |
| 2008年（平成20年） |                   | 3,644             |
| 2009年（平成21年） |                   | 3,617             |
| 2010年（平成22年） |                   | 3,658             |
| 2011年（平成23年） |                   | 3,635             |
| 2012年（平成24年） |                   | 3,774             |
| 2013年（平成25年） |                   | 3,899             |
| 2014年（平成26年） |                   | 3,876             |
| 2015年（平成27年） |                   | 3,932             |
| 2016年（平成28年） |                   | 3,912             |
| 2017年（平成29年） |                   | 3,906             |
| 2018年（平成30年） |                   | 3,878             |
| 2019年（令和元年） | 7,496             | 3,818             |
| 2020年（令和02年） | 5,999             |                   |
| 2021年（令和03年） | 6,308             |                   |
| 2022年（令和04年） | 7,043             |                   |
| 2023年（令和05年） | 7,394             |                   |
| 2024年（令和06年） | 7,703             |                   |

## 駅周辺
駅西側には千葉県道288号夏見小室線が走り、隣駅の高根公団駅までは約900メートルしか離れていない。金蔵寺は境内に行者滝があり、古くから「瀧不動」として親しまれる自然豊かな古刹で、サクラやアジサイ、ボタン、スイレンなど花の名所としても知られている。
- 船橋市立御滝中学校
- 船橋市立二和小学校
- 船橋市立金杉台小学校
- 船橋市立金杉小学校
- 船橋市立大穴小学校
- 船橋市立高根台第三小学校
- 船橋市立船橋特別支援学校 高根台校舎
- 船橋大穴郵便局
- 船橋金杉台郵便局
- 船橋高根台郵便局
- 東京東信用金庫 金杉支店
- 千葉徳洲会病院
- マルエツ 金杉店
- ジェーソン 船橋金杉店
- ランドロームジャパン 本社・三咲本店
- ウエルシア薬局 船橋金杉店
- ケーヨーデイツー 三咲店
- コジマ×ビックカメラ 船橋店
- 西松屋 船橋金杉店
- 御滝山金蔵寺（御滝不動尊）
- 御滝公園
- 南三咲ゲートホール場（日本初の屋根付きゲートボール場）
- ブルースカイテニスガーデン

## 隣の駅
京成電鉄
 松戸線
三咲駅 (KS74) - 滝不動駅 (KS73) - 高根公団駅 (KS72)